# Mainan
Mainan is een bestuurslaag in het regentschap Banyuasin van de provincie Zuid-Sumatra, Indonesië. Mainan telt 5568 inwoners (volkstelling 2010).